# Hussayn (I) ibn Alí
Abu-Muhàmmad Hussayn ibn Alí at-Turkí (àrab: أبو محمد حسين بن علي التركي, Abū Muḥammad Ḥusayn ibn ʿAlī at-Turkī) o, més senzillament, Hussayn (I) ibn Alí (Le Kef, 1675 - Kairuan, 1740) fou bei de Tunis. Va fundar la dinastia husaynita de Tunísia. Va néixer a Le Kef el 1675 i era el segon fill del comandant turc local Sidi Ali al-Turki, un grec de Creta convertit a l'islam, i de Lalla Hafsia al-Sharnia.

## Biografia
El 1702 el comandant genísser Ibrahim al-Sharif, del qual era tinent, va expulsar els muradites de Tunis. Tres anys més tard, després que Sharif fos capturat pel Dey d'Alger, va prendre el control de l'exèrcit turc a Tunis i, el 12 de juliol de 1705 fou proclamat al seu lloc (15 de juliol de 1705). Va derrotar els algerians i va eliminar el dey Muhammad Khodja, que tenia el suport de la milícia. Quan el bey Ibrahim fou alliberat també el va eliminar. El seu lloctinen principal fou un francès de nom Reynaud, que era un home instruït originari de Toulon. La Porta otomana el va reconèixer i li va donar el títol de paixà amb rang de beglerbegi (1708). Va renunciar al títol de dey, que va ser concedit a un funcionari de menor rang. Al-Huseyn va reunir una assemblea de caps militars i es va fer nomenar governador hereditari per línies de successió masculina i de primogenitura (1710). La dinastia va regnar fins al 1957.
Va governar pacíficament i va signar diversos tractats amb les potències europees amb les que va mantenir excel·lents relacions. Els principals tractats foren el 1710 amb França, el 1716. Anglaterra, el 1720 amb Espanya, el 1725 amb Àustria, el 1728 amb França, i el 1728 amb Holanda. Alguns atacs corsaris incontrolats van portar a la flota francesa davant La Goleta el 1728, i altre cop el 1731.
El 1709 Hysayn havia fet entrar al seu harem a una jove genovesa de 13 anys capturada a la mar per corsaris. Amb aquesta noia va tenir dos fills: Muhammad (futur Muhammad I al-Rashid) i Ali (futur Ali II ibn Husayn); el 1710, ja abans del seu naixement, va establir la descendència per primogenitura però quan van néixer aquests fills havien d'ocupar el lloc d'hereus; el seu nebot Ali Bey (Ali I) va romandre com a hereu presumpte però el 1725 Muhammad va arribar a la majoria d'edat i el 1726 va rebre el títol de bey al-Mahalla (bey de Camp) com a hereu presumpte. Ali Bey va rebre el 1724 (ja preparant la compensació) el títol de paixà, però no va quedar satisfet i va començar a intrigar; Husayn el va fer vigilar i va fer reforçar les defenses de la ciutat posant portes a les muralles de l'exterior. Tot i així Ali va poder fugir el 21 de febrer de 1728 i va poder arribar a territori de les tribus hanencha i ousseltia del centre del país a les que va guanyar a la seva causa, i van participar en una revolta (1729) que fou sufocada per Husayn. Ali i el seu fill Yunus es van refugiar amb el dey d'Alger. Aquest inicialment els va tenir presoners a canvi d'un tribut que li va oferir al-Husayn ibn Ali, però quan Husayn va deixar de pagar el tribut, el dey va alliberar a Ali, i va envair Tunísia. Husayn fou derrotat en la batalla de Smendja o Smindja (4 de setembre de 1735) i va fugir cap a Sussa i després a Kairuan amb els seus fills Muhammad i Ali. La guarnició de Tunis, al saber la derrota del bey, es va rendir sense condicions i Ali va entrar a la ciutat el 7 de setembre de 1735 i es va proclamar bey (Ali I). El seu pare Ali i dos dels seus fills (Muhammad i Sulayman) que estaven presoner al Bardo, foren alliberats (el pare Sidi Muhammad ibn Ali al-Turki només va sobreviure 10 dies).
Al-Husayn va intentar contraatacar, però va fracassar davant Tunis i es va retirar altre cop a Kairuan on va resistir cinc anys. Yunus va ocupar finalment la ciutat el 25 de maig de 1739 (16 de safar de 1552) i al-Husayn fou capturat i executat per orde de Yunus el 13 de maig de 1740.
La seva cort va ser molt cosmopolita, a part dels metges jueus-espanyols al seu servei, Gabriel de Mendoza o Joseph Carrillo i dels cònsols de diferents països, hi van residir viatgers, missioners i humanistes com ara Francisco Ximenez de Santa Cathalina, Jean-André Peyssonnel, Thomas Shaw, Ernest Hebenstreit o Christian Gottlieb Ludwig.